# Малка северна война
Малката северна война, често наричана само Северната война или Втора северна война, е военен конфликт между Швеция, от една страна, и Полша, Русия и Дания, от друга, който продължава от 1655 до 1661 г. Участие във войната взема и Бранденбург, който в началото ѝ подкрепя Швеция, но към края на конфликта преминава на страната на нейните противници.
Основна фигура в Северната война е шведският крал Карл X, чийто динамични и неочаквани действия придават на войната множество обрати и перипетии. Военният конфликт между страните напомня на този във Великата северна война (1699 – 1721), на което се дължи и паралелът в имената на двете войни.

## Войната с Полша
Започналата през 1654 г. Руско-полска война провокира шведският крал Карл X да нападне Полша. Шведският крал няма интерес от териториално разширение на Русия в Полша, което би застрашило шведските владения в Прибалтика, поради което той решава превантивно да окупира страната, още повече че полският крал Ян II Казимир е наследник на старите шведски крале от династията Васа и не крие претенциите си за шведския трон (самият Карл Х не е от тази династия – с него започва династията Вителсбахи).
Шведите нахлуват в Полша на 21 юли 1655. До края на годината превземат Варшава и Краков – сърцето на страната, където са извършени коронациите на всички полски крале. Така Полша е окупирана, а Ян Казимир бяга, но Карл може да разчита на симпатиите само на част от шляхтата. Селското население вижда в нашественика – протестант, враг на своята католическа вяра. Ето защо Карл се вижда принуден да приеме през януари 1656 г. предложението на бранденбургския курфюрст Фридрих Вилхелм за съюз срещу Полша. В Кьонигсберг (сега Калининград), столицата на бранденбургското владение Източна Прусия, е подписан договор в този смисъл. Именно Бранденбургските войски помагат на шведите да овладеят контра-офанзивата на поляците в средата на 1656 г. Въпреки че Варшава се връща в полски ръце (юни 1656), поляците са разбити край стените на града и се оттеглят. В тази битка (28 – 30 юли) Карл Х показва шведското превъзходство на бойното поле, като със своята 18-хилядна армия обръща в бягство 50 000 поляци и татари.
След тези събития се стига до патова ситуация. Карл контролира положението в Полша, но отвсякъде е заобиколен с врагове. Европа гледа на хазартните му ходове с подозрение и неприязън. Русия напада Прибалтика в опит да превзема Рига, но не успява. С това инициативността на цар Алексей Романов се изчерпва. Докато се чуди какво да предприеме сега, Карл научава, че през юни 1657 г. Дания е обявила война на Швеция. Това му показва какви да са следващите му стъпки.

## Войната с Дания
Шведската армия бързо минава през Германия и напада датските земи от юг. Тя окупира полуостров Ютланд, но сърцето на Дания със столицата Копенхаген, разположен на островите, остават недосегаеми. През зимата обаче суров лед сковава протоците между островите и Карл се решава на отчаяна стъпка. С огромен риск за хората си той започва Маршът през протоците, тоест тяхното преминаване по леда. 12 000 шведи се оказват на остров Зееланд близо до слабозащитените стени на Копенхаген и смаяното датско правителство, изгубило волята си за борба, се предава. Преговорите, които започват в Роскиле през февруари 1658 г., довеждат до най-тежкия мирен договор в датската история, известен като „Панически мир“. Дания предоставя войски на шведска служба и затваря протоците за всички чужди, най-вече холандски кораби. Отстъпва на победителя всичките си владения в южната част на Скандинавския полуостров – Сконе, Блекинге и Халанд, големи части от Норвегия (датско владение), даващи излаз на океанския бряг, както и остров Борнхолм.
Никой от шведските врагове не иска да приеме това преимущество на Карл Х и още през пролетта отново се формира антишведска коалиция, която се разпада, щом шведската армия влиза в град Кил. Всъщност Карл също иска продължаване на войната, за да довърши Дания. Той е решил да покори всичките ѝ земи и да обедини трите скандинавски държави в обща монархия, подобно на Калмарската уния, но под егидата на Стокхолм.
През лятото на 1658 г. шведите обсаждат Копенхаген, но този път датският крал Фредерик III е подготвен за борба. Холандците изпращат на помощ силен флот, австрийците окупират Ютланд и през февруари 1659 г. Карл е принуден да се оттегли. Последните действия в неговия живот (той умира една година по-късно) са да изпрати армия в Прибалтика и Померания, които междувременно са окупирани от поляците и руснаците, и друга армия – в Норвегия. Надеждите на краля са, че поне тази страна ще бъде присъединена към Швеция, но отрядите му са разбити. След смъртта му Швеция бърза да сключи мирни договори с разединените си врагове.

## Мирни договори
На 23 април (стар стил) 1660 г. в Швеция, Жечпосполита, Прусия-Бранденбург и Хабсбургската монархия сключват Оливския договор, като полският крал се отказва от претенциите си за шведския престол и признава завладяването на литовските части от Шведска Ливония. На 27 май договорът в Копенхаген възстановява и мира с Дания на значително по-добри за датчаните условия. Те си връщат норвежките земи и Борнхолм и не са задължени да подкрепят Швеция, както и да пропускат само нейни кораби през протоците. На 21 юни 1661 г. войната и с Русия е приключена с договора от Кардис, с който последната връща на Швеция всичко завоювано. Така Швеция довежда своята балтийска империя до апогей, контролирайки почти всички важни пристанища в Прибалтика. Тя обаче остава в обкръжена от врагове, които половин век по-късно ще прекратят шведската хегемония в региона.